# Algermissen
Algermissen er en by og kommune i det centrale Tyskland, beliggende i den nordlige del af Landkreis Hildesheim. Denne landkreis ligger i den sydlige del af delstaten Niedersachsen. Byen har omkring 7.900 indbyggere (2012)[kilde mangler] og er beliggende omkring 12 km nord for Hildesheim, og 20 km sydøst for Hannover. Kommunen har et areal på 35,62 km².
Ud over hovedbyen Algermissen, findes landsbyerne: Lühnde, Groß Lobke, Bledeln, Ummeln og Wätzum.

## Kendte indbyggere
Den tyske skuespillerinde Diane Kruger er født i Algermissen.